# Schloss Riegerting

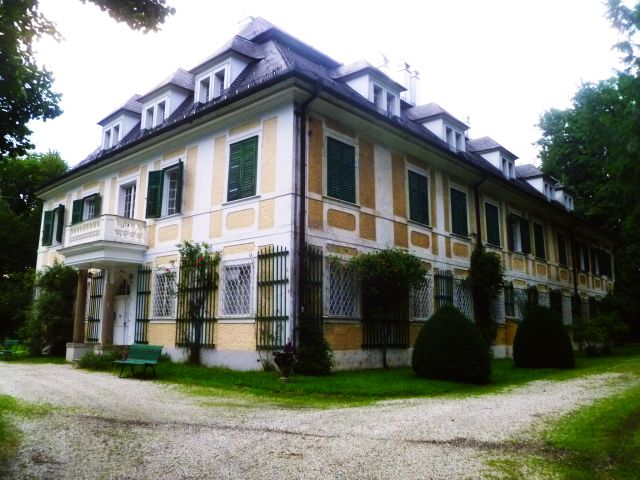
Schloss Riegerting

Das Schloss Riegerting steht im gleichnamigen Ortsteil der Gemeinde Mehrnbach im Bezirk Ried im Innkreis in Oberösterreich. Als Hofmarkschloss war es Herrensitz der Hofmark Riegerting. Da der Ortsteil Riegerting nicht ausgeschildert ist, ist das Schloss etwas schwer aufzufinden. Bemerkenswerterweise wird der Name von den Einheimischen als rikertinɡ ausgesprochen, was der früheren Bezeichnung (Rueckering) ähnlicher ist als dem heutigen Namen.

## Geschichte
Riegerting wird 1363 erstmals im Friedburger Urbar als Rueckering erwähnt. Als erster Besitzer wird 1363 Hanns Zärtl zue Rueckering genannt. Die Zärtls waren hier bis zum Erlöschen des Geschlechts ansässig. Bekannt sind weiter ab 1479 die Ritter von Zärtl Wilhelm (1489–1491) und Christoph († 1543), Letzterer war mit Elisabeth Taimer († 1537) verheiratet und war der letzte Namensträger der Zärtls; sein Epitaph ist in der Kirche zu Mehrnbach erhalten. 

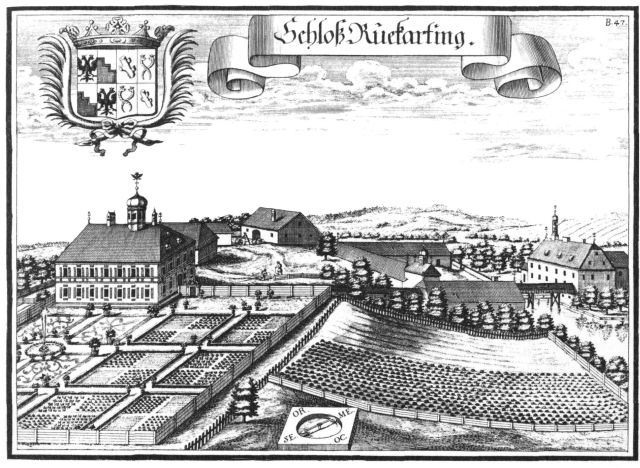
Schloss Rigerting nach einem Kupferstich von Michael Wening von 1721

Nachfolger wurden Wolf Scharffseder, der mit einer Schwester des kinderlosen Christoph Zärtel vermählt war. Hans Jakob ließ 1545 das Schloss erweitern. Weitere Scharffseder wären Wolf (1551) und Wolf Siegmund (1554); letzterer übergab Riegerting an seine Söhne Stephan und Hans. Ein Hans Georg starb 1594, sein Sohn Johann Jakob (1587–1657) ist in Mehrnbach begraben. Vom Kurfürsten Maximilian Emanuel von Bayern erhielten die Scharffseder das Baurecht zur Herrschaft. Grabsteine der Scharffseder finden sich in Unterdietfurt.
1652 gelangte Riegerting als Heiratsgut der Christine Cordula von Scharffseder an den Freiherrn Otto von Seiboltsdorff, Pfleger in Braunau (1669–1672) und in Ried im Innkreis (1672–1690 sowie 1704). Diese ließen 1697 den neuen Schlossbau und die Schlosskapelle aufführen. Der alte wasserumgebene Sitz Ruekering lag südwestlich der heutigen Schlosskapelle; von diesem Bau sind nur mehr Nebengebäude der alten Anlage noch erhalten, aber auf dem Stich von Wening (1721) ist die Anlage (mit dem umgebenden Teich) gut zu sehen. Sein Sohn Franz Gottfried von Freyenseiboldstorff war bis zu seinem Tod († 1703) ebenfalls Pfleger in Ried. Auch einer seiner Söhne, Otto Philipp Graf von Freyenseiboldstorff auf Riegerting († 1720), war Pfleger in Ried (1715–1720); sein Bruder Herrmann Ludwig wurde 1726 Domherr in Regensburg († 1741). 
Maria Barbara von Seiboltsdorff war mit dem Grafen Lerchenfeld-Brennberg verheiratet. Sie erbte die Herrschaft Riegerting 1741 von ihrem Bruder, dem Regensburger Domherrn. Durch Heirat ging Riegerting 1763 an die Grafen von Wartenburg und 1769 wieder an den Grafen von Lerchenfeld über, dem seine Witwe 1779 folgte. Danach kam Riegerting an den Graf von Haslang († 1803), dessen Sohn Max Emanuel starb als 19-jähriger Student in München.
1829 erwarb Freiherr Philipp von Venningen mit dem Schloss Mairing und dem halben Teil von Aspach den Besitz. Seitdem ist das Gut im Eigentum der Familie von Venningen. 

## Schlosskapelle zum heiligen Isidor
Die Schlosskapelle stammt aus 1685 und ist dem heiligen Isidor geweiht. Die Weihe wurde von Weihbischof Johann Max Steiner von Plainfelden durchgeführt. Die Glocken stammen aus den Jahren 1742 und 1797. Der Schlossherr stiftete 1685 eine Kaplanei, die bis 1866 besetzt war. Die Kapelle besitzt ein hölzernes Tonnengewölbe (1782 nach einem Brand eingefügt), eine Apsiswölbung mit Holzrippen, Schlussstein und Wappen. Der Altar ist nach der Art Thomas Schwanthalers gemacht. Ein Kreuzweg stammt vom Ende des 18. Jahrhunderts, eine Barbara- und Katharinenstatue aus dem 2. Viertel des 18. Jahrhunderts. Bis 1821 diente die Kapelle nur der Schlossherrschaft und deren Angestellten als Kultort. 1829 wurde die Kapelle der Bevölkerung der umliegenden Gemeinden zugänglich gemacht. Die Kapelle wurde 1932 durch einen Bodeneinsturz weitgehend unbrauchbar. Ein Kirchenneubauausschuss ermöglichte den Wiederaufbau. Am 28. Mai 1933 wurde der Kapellenneubau von Canonicus Karl Schöfecker aus Linz geweiht.

## Schloss Riegerting heute
Das heutige Schloss stammt aus dem 17. Jahrhundert, wurde aber durch Um- und Zubauten von 1908 weitgehend verändert. Die Gliederung der Innenräume wurde dabei belassen. An das zweigeschoßige, auf rechteckiger Grundfläche erbaute Gebäude wurden kurze Seitenflügel angebaut und von der Dachkonstruktion in den bestehenden Bau eingepasst. Das Schloss ist mit einem einmal gebrochenen, abgewalmten Mansarddach bedeckt. An den unterschiedlichen Schornsteinen kann man den Neubau erkennen. Im ersten Stock des linken Anbaus wurde eine auf zwei Säulen stehende Laube mit einer Steinbrüstung auf Ziersäulchen angefügt. Unverändert blieb das Eingangstor, das durch einen Vorbau, der eine halbrunde Estrade trägt, ergänzt wurde. Die Außenseiten des Schlosses sind mit Spalieren verkleidet.
Im Schlossbereich befindet sich ein Wirtschaftstrakt, der ein Eingangsportal mit Granitsäulen besitzt. Das Schloss ist von einer gepflegten Parkanlage umgeben; aus welcher Zeit dieser Park stammt, ist nicht bekannt, allerdings zeigt bereits der Stich von Wening ausgedehnte Gartenanlagen. 
Die früher zum Schloss gehörende Riegertinger Schlossbrauerei ist 1689 gegründet worden. Sie wurde 1981 von der Brauerei Schnaitl erworben und dann geschlossen.

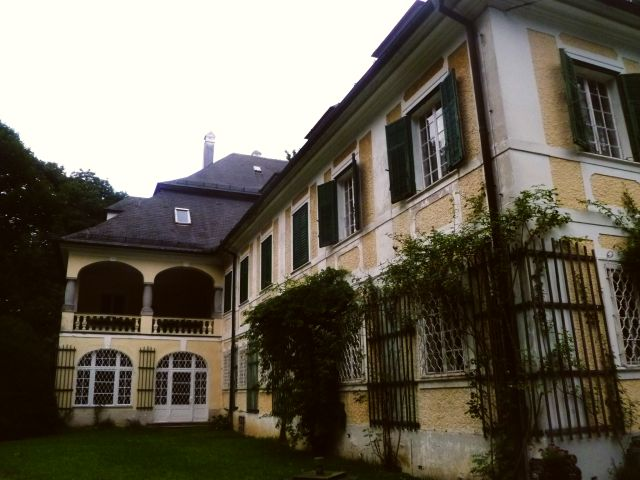
Seitentrakt
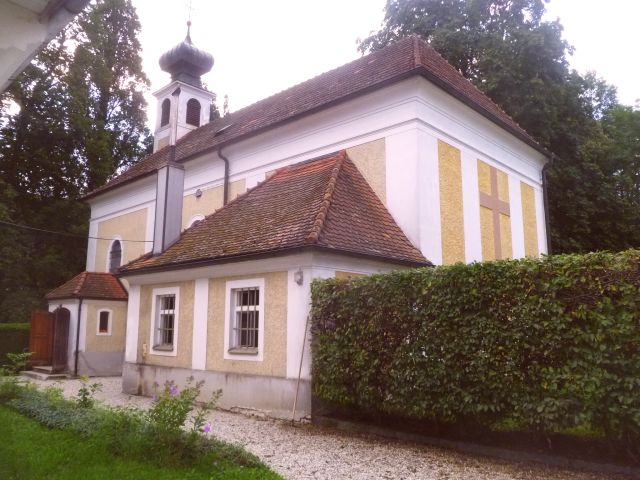
Schlosskapelle
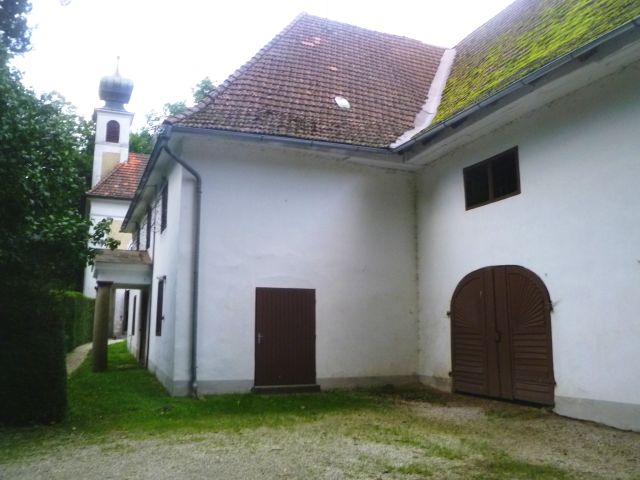
Wirtschaftstrakt
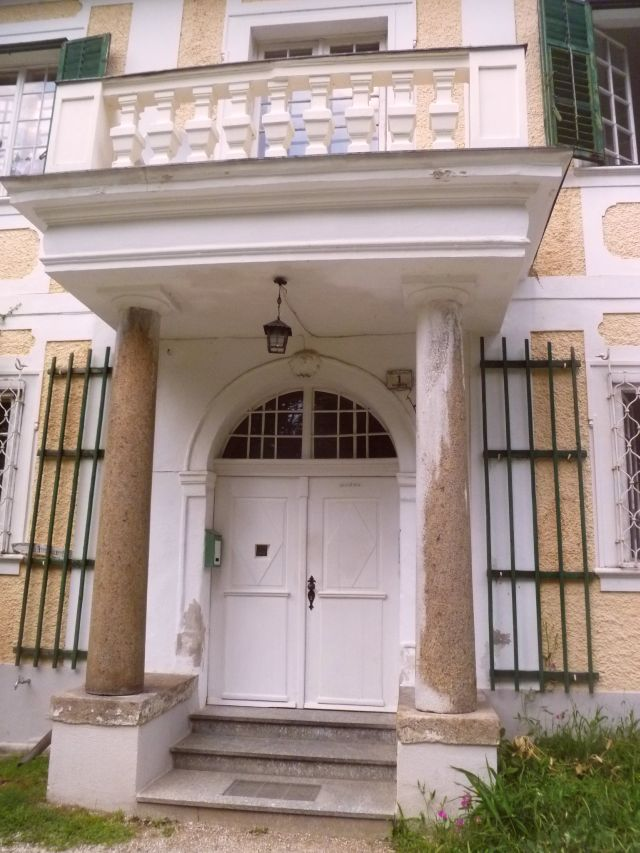
Eingangsportal